# .kr
.kr (Inglês: South Korea) é o código TLD (ccTLD) na Internet para a Coreia do Sul, criado pela IANA em 1986 e delegado a Korea Internet & Security Agency (KISA), por meio do KRNIC - Korea Network Information Center que foi incorporado a KISA em 2009.
A partir de setembro de 2006, tornou-se possível registrar nomes de domínio diretamente sob .kr. Detentores de marcas comerciais e organismos públicos beneficiaram-se do "Período de Inscrição Antecipada", após o qual os proprietários de domínios de terceiro nível tiveram prioridade para obter os domínios de segundo nível correspondentes.

## Novo Domínio de Topo
O KRNIC, solicitou ao ICANN um novo domínio de topo (TLD), para uso na língua nativa, por meio da tecnologia IDN, o .한국 (.hankuk), que possui as mesmas políticas de registro do .kr, e policiamento de nomes de domínios em 3° nível e quarto nível de registro.